# Le Sang du ciel
 (mars 2016).
Si vous disposez d'ouvrages ou d'articles de référence ou si vous connaissez des sites web de qualité traitant du thème abordé ici, merci de compléter l'article en donnant les références utiles à sa vérifiabilité et en les liant à la section « Notes et références ».
Le Sang du ciel, publié en 1961 chez Gallimard, est le seul roman de Piotr Rawicz. 

## Présentation
Le roman est basé en partie sur l'expérience de la Shoah. Il connait un succès immédiat en France. Il est traduit en treize langues et obtient aussi un grand succès en Israël, au Royaume-Uni, aux États-Unis et en Italie. Il est considéré comme le premier roman de la Shoah en langue française. Il reçoit le Prix Rivarol en 1962.

## Critiques et controverses
Malgré ce succès immédiat, Le Sang du ciel va rapidement devenir sujet à débat en raison des propos exprimés par l'auteur à travers le roman, que ce soit par le biais de ses personnages ou de sa propre voix, notamment dans la Postface. Une interview de l'auteur par Anna Langfus parue dans la revue L'Arche montre bien ce qui est d'abord au centre du débat : 
"C'est sans doute une belle œuvre d'art mais on peut se demander si son originalité est de très bon aloi et si le souci de l'art n'est pas quelque chose de déplacé lorsque l'on aborde un tel thème."
On reconnaît ici l'aphorisme d'Adorno formulé au sortir de la guerre selon laquelle il serait barbare d'écrire de la poésie après Auschwitz, resté au centre des discussions abordant la littérature et le témoignage de la Shoah. L'esthétisme fortement marqué du roman de Rawicz est à l'origine de cette méfiance exprimée ici par la revue. 

Le statut du récit est également sujet à controverse: on se demande notamment quelle peut être la nature d'un tel récit et si on doit le mettre sur le plan d'un témoignage, puisqu'il ne respecte pas totalement les faits historiques:
"Anna  Langfus: - Ne pensez-vous pas que vous auriez mieux fait de vous placer sur un plan abstrait, sans toucher à des événements qu’un certain nombre d’entre nous ont vécus et risquer ainsi d’écorcher des sensibilités encore à vif?
Piotr  Rawicz: - Vous avez peut-être raison. Mais comme je vous l’ai dit c’est une époque passionnante et l’on peut en tirer tant de choses.
A.L.: - Et cela ne vous choque pas que l’on puisse s’en servir dans un but purement littéraire?
P.R.: - Pas  du  tout. Je trouve cette époque parfaitement normale. Elle correspond à ce qu’il y a de plus profond en nous. Pour moi,cette guerre est comme le germe même de l’être, l'être à l’état pur."
Il faudra attendre plusieurs années avant que la controverse ne retombe, et octroie finalement à Rawicz et son roman le statut de témoin et de témoignage:
"Piotr Rawicz est un rescapé, ayant survécu aux horreurs qu’il décrit et à un long  séjour  à  Auschwitz.  C’est un témoin et Le sang du ciel est un récit où l’autobiographie occupe une place importante. Or Rawicz ne se présente pas comme tel. [...] C'est-à-dire que Rawicz, consciemment ou non, met en jeu non la véracité de sa parole mais l'authenticité de ses écrits. Il prend donc le risque d'être jugé, non sur le fond mais sur la forme qu'il a si courageusement, si témérairement, mise en évidence."
Dans la société française, ces considérations montrent une évolution du paradigme du témoignage de la Shoah, et laisse une part importante à la littérarité des récits, d'abord décriée dans les années qui ont suivi la guerre.

## Résumé
Le Sang du ciel n'est pas à proprement parler un témoignage. Le narrateur découvre un manuscrit autobiographique. Il entreprend de le raconter à un auditeur indéfini dans un café du Paris de l'après-guerre. L'action se situe à l'est de la Galicie sous l'occupation allemande, au moment où les nazis ordonnent aux habitants d'un petit ghetto de se rassembler sur la place. La ville n'est toutefois jamais nommée, l'occupation spécifiquement nazie non plus, mais tout est sous-entendu suffisamment clairement pour que l'on comprenne de quoi il s'agit: 
"Le douze juillet 194... on nous ordonna de prendre nos bagages - vingt kilos par tête -, de laisser ouvertes les portes de nos demeures et de nous rassembler sur la grande place que bordait le fleuve."
Le personnage principal est Boris, un aristocrate juif assimilé, qui à part sa circoncision, mise très souvent au centre de la narration, passe pour un Polonais. Il prend la fuite avec sa compagne Noémi poussé par le président du Judenrat persuadé que tous vont mourir. Pendant leur errance, que Rawicz appelle « le voyage », ils peuvent survivre grâce à l'allure « aryenne » de Boris, sa maitrise de l'allemand et de l'ukrainien, son argent et ses relations. Après avoir échappé plusieurs fois aux nazis, il est mis en prison, interrogé et torturé afin de lui faire avouer sa judéité, et finalement libéré. C'est là que se finit le roman mais on sait que Rawicz sera lui-même déporté à Auschwitz en 1942 et survivra.  

## Genre du texte
Le roman de Rawicz est un texte hybride qui mélange plusieurs genre: poésie, réflexions métaphysiques, extraits de journal intime. En cela, il rompt avec le contrat testimonial qui impose un style clair: le lecteur ne cesse de buter sur des techniques narratives appartenant à la fiction. Le journal retrouvé est un trope qui surgit plusieurs fois dans le récit (celui de Boris et celui de David G. notamment) et de nombreux poèmes viennent intercaler l'histoire de Boris.  
D'autre part, le fait que l'auteur reste expressément dans le flou quant au lieu et à la date de l'action, ne permet pas d'asseoir le texte dans une réalité historique extérieure. Pourtant le roman de Rawicz fait bien partie de la "Bibliothèque de la Shoah" pour le témoignage qu'il apporte. C'est l'hybridité du texte sciemment voulue par son auteur et sa volonté d'écrire un roman de fiction qui en font une œuvre problématique au niveau du genre.

## Thèmes abordés
Le livre interroge sur la dimension « miraculeuse » de la survie : 

« Courage et lâcheté formeraient-ils un duo inséparable, un dvandva, un tandem comme le vide et la plénitude ? A vrai dire, et sans me vanter, je n’ai nullement cherché à échapper à la Grande Action. Mourir me paraissait alors doux et facile. Et la mort m’a fait le coup féminin classique. Comme je ne la fuyais pas, elle m’a tourné le dos. »

On retrouve aussi le thème de la violence: la faim torturante, les cadavres couverts de vieux journaux, exécutions de masse, corps qui s'entassent dans des fosses, etc. La mort est très présente dans le roman et cristallise les interrogations de Rawicz à l'égard d'un Dieu "fou, fou à lier" à qui il demande des comptes. 
La matérialité du corps, le sexe sont également des thèmes récurrents, souvent associés à la mort. D'ailleurs, l'intitulé du manuscrit trouvé par le narrateur est explicite: "Histoire de la queue". C'est en effet à cause de sa circoncision que Boris va être arrêté car soupçonné d'être Juif dans la troisième partie du roman. 
Les thèmes traditionnellement abordés dans les récits qui témoignent de la Shoah sont aussi représentés, bien que pas toujours explicitement nommés: les rafles, la ghettoïsation de la ville, le Judenrat présidé par Léon. L dans le roman. On retrouve enfin une réflexion sur le rôle de témoin, présente dans de nombreux témoignages, fictionnalisés ou non.  

## Structure de l’œuvre
La structure du roman est d'une grande complexité. S'y mêlent des récits et des témoignages d'origine diverses, des poèmes, des notes en bas de page. L'écriture souple et poétique du roman essaie de recoller les morceaux de l'histoire du survivant qui a les plus grandes difficultés à raconter, à témoigner. C'est donc un alter-ego qui va le faire pour lui. Le récit semble parfois décousu. Mais Piotr Rawicz montre que les procédés littéraires sont incapables de rendre compte de la réalité de la catastrophe. « Le procédé littéraire est une saleté par définition » (p. 120). Les mots finissent par banaliser l'horreur. Voilà pourquoi l'auteur s'emploie à pervertir tous les procédés littéraires. Boris est d'ailleurs un témoin infréquentable : cynique, arrogant, infidèle et même blasphématoire.

La tension du récit est créée par l'interaction entre ce qui est dit et ce qui est passé sous silence. Rawicz refuse la description explicite de la vie à Auschwitz ou des massacres comme celui-ci :  

« Ça glissait. Ça dégoulinait. Des cris stridents remplissaient la pièce comme autant de petits animaux affolés. Des bâillements, des sons vagues, des bruits monstres et bâtards. Des déchirements de sens et de peaux. Des figures géométriques, toutes les géométries qui entraient en folie comme on entre dans un bain chaud. (...) Le ventre de l’Univers, le ventre de l’Être était ouvert et ses tripes immondes envahissaient la pièce. Les dimensions, les catégories de la conscience, temps, espace, douleur, vide, astronomies se livraient à une mascarade ou à un combat, à une noce ou à une chevauchée et la chair des rêves s’étalait sur le siège de Dieu, évanoui, couché sur le ciment dans Ses propres vomissures. »